# Coelichneumon celebensis
Coelichneumon celebensis är en stekelart som beskrevs av Heinrich 1934. Coelichneumon celebensis ingår i släktet Coelichneumon och familjen brokparasitsteklar.

## Underarter
Arten delas in i följande underarter:
- C. c. matinangis
- C. c. tenuicinctus
- C. c. victoriaemontis